# 薛逢
薛 逢（せつ ほう、生没年不詳）は、唐の政治家・文化人。字は陶臣。本貫は蒲州汾陰県。

## 経歴
会昌元年（841年）、進士に及第した。秘書省校書郎を初任とした。崔鉉が宰相を辞任して河中に駐屯したとき、薛逢は召されて従事をつとめた。崔鉉が宰相に返り咲くと、薛逢は万年県尉に任じられた。弘文館の宿直をつとめ、侍御史・尚書郎を歴任した。
文章にすぐれ、持論の主張は強硬で、よく他者と衝突した。かつて薛逢は劉瑑と交友していたが、劉瑑の文才を見下しており、劉瑑が出世していくのに不満を抱き、このため互いに憎み合うようになった。劉瑑が宰相となると、ある人が薛逢を知制誥とするよう推薦したことがあったが、劉瑑は「先朝の制度では両省の給事や舎人はまず州県の任につくことになっているが、薛逢は州刺史の任をつとめていない」といって反対した。そこで薛逢は巴州刺史として出された。薛逢と同期の進士である楊収・王鐸が相次いで宰相となった。楊収は薛逢が詩でそしったことを恨み、薛逢を蓬州刺史に左遷した。楊収が辞任すると、薛逢は太常少卿として召還された。王鐸が宰相となると、やはり薛逢が詩でけなしたことに怒った。当時の人士たちは才能を頼みにして他者を怒らせる薛逢の高慢さを嫌っており、このため宰相に上ることができなかった。秘書監に転じて、死去した。
子の薛廷珪は、中書舎人・尚書左丞を歴任し、後梁の礼部尚書となった。

## 伝記資料
- 『旧唐書』巻190 列伝第140下 文苑下
- 『新唐書』巻203 列伝第128 文芸下